# Victor Auer
Victor Auer (n. 24 martie 1937, Santa Ana, California, SUA – d. 3 mai 2011, Thousand Oaks, California, SUA) a fost un trăgător de tir ce a reprezentat Statele Unite ale Americii, medaliat olimpic. A participat la o ediție a Jocurilor Olimpice (1972) în care a câștigat o medalie de argint.

## Participări
Lista de mai jos prezintă principalele competiții la care a participat Victor Auer de-a lungul carierei.
- shooting at the 1972 Summer Olympics – 50 metre rifle prone[*]